# Varahagiri Venkata Giri
Varahagiri Venkata Giri (10. august 1894 – 24. juni 1980), ofte omtalt som V. V. Giri, var en indisk politiker, der var Indiens præsident fra 1969 til 1974. Før han blev præsident, var han guvernør i Karnataka fra 1965 til 1967 og Indiens 3. vicepræsident fra 1967 til 1969.
Giri tiltrådte som fungerende præsident da præsident Zakir Husain døde 3. maj 1969. Han fratrådte som fungerende præsident 20. juli 1969, for at stille op som uafhængig præsident ved det efterfølgende præsidentvalg. Han vandt dette valg og var herefter Indiens præsident fra 24. august 1969 til 24. august 1974. I perioden fra 20. juli 1969 til 24. august 1969 var den fungerende præsident Mohammad Hidayatullah.